# Steinen, Baden-Württemberg
Steinen (în latină Staina) este o comună din districtul Lörrach, landul Baden-Württemberg, Germania.

## Date geografice
Valea Steinenbach are direcția nord-sud, ea stând perpendicular pe direcția văii râului Wiese un afluent al Rinului. Comuna se întinde pe o lungime de 14 km pe direcția nord-sud, având o diferență de altitudine de 400 m între Wambacher Wasen altitudinea de 988 m deasupra n.m. și vale.

## Localități învecinate
La nord se află Malsburg-Marzell, la nord-est comuna Kleines Wiesental, la est orașul Schopfheim, la sud Rheinfelden (Baden), iar la vest orașele Lörrach și Kandern.

## Localități aparținătoare
De comuna Steinen aparțin 7 localități: Endenburg, Hägelberg, Höllstein, Hüsingen, Schlächtenhaus, Steinen și Weitenau de care aparțin 26 de sate, cătune și gospodării izolate. Höllstein și Steinen sunt localități care conform legilor comuniăților din Baden-Württemberg sunt localități care au un așa numit președinte care are o funcție asemănătoare unui primar.

## Istoric
Localitatea este amintită în documente istorice pentru prima oară în anul 1113. Descoperirile arheologige atestă prin mormintele găsite o așezare mult mai veche a alemanilor. Este interesant de menționat faptul că între secolele XIV și XV regiunea cunoaște o perioadă de dezvoltare economică, fapt explicat prin descoperirea gresiei colorate, care a fost utilizat la reconstruirea Münsterului (catedralei) din Basel.
În anul 1503 regiunea va trece împreună cu comitatul Markgrafschaft Hachberg-Sausenberg în proprietatea comitatului Markgrafschaft Baden. Steinen primește la începutul secolulului XVII dreptul de târg cea ce înseamnă că aici pot avea loc târguri săptămânale și o dată pe an un târg anual.
Deja în secolul XIV formează localitățile Höllstein, Hüsingen și Hägelberg un vogt (lat.„advocatus“). În 1974 este integrat Weitenau și Endenburg la comuna Steinen, iar în 1975 vor unite comunele Steinen, Hägelberg, Höllstein, Hüsingen și Schlächtenhaus.
| Steinen | Endenburg | Weitenau | Hägelberg | Höllstein | Hüsingen | Schlächtenhaus |
| ------- | --------- | -------- | --------- | --------- | -------- | -------------- |

## Religii
În Höllstein și Schlächtenhaus există o comunitate de religie evanghelică (luterană). În Höllstein mai există și o comunitate romano-catolică.

## Politică
Primăria din Steinen are 25 de locuri care în iunie 2009 era formată din:
| Christlich Demokratische Union Deutschlands (CDU) | 42,4 % | - 7,5 | 11 locuri | -1  |
| Gemeinschaft für ein lebenswertes Dorf            | 33,8 % | - 1,2 | 8 locuri  | ± 0 |
| Sozialdemokratische Partei Deutschlands (SPD)     | 23,9 % | + 7,8 | 6 locuri  | + 3 |

## Locuri de vizitat
Locurile principale de vizitat sunt:
- Muzeul satului din Endenburg
- Parcul cu păsări din  Steinen
- Grădina botanică cu plante tropicale

## Personalități marcante
- Robert Reitzel (1849–1898), scriitor
- Hans Adolf Bühler (1877–1951, pictor
- Dorothea Jetter (* 1938), pedagogă
- Herbert Hüttlin (* 1943), inginer mecanic
- Meret Oppenheim (1913–1985), pictor suprarealist